# Seissan
 Seissan  (en occitano Sheishan) es una población y comuna francesa, ubicada en la región de Mediodía-Pirineos, departamento de Gers, en el distrito de Auch y cantón de Auch-Sud-Est-Seissan.
Situada en el valle del río Gers; la comuna de Seissan fue fundada en 1266 como bastida mediante la  corregencia del abad de Faget y de Bernardo VI,  Conde de Armagnac. Contaba con una población oficial de 1 041 habitantes en 2008. El alcalde actual del pueblo es François Rivière, del partido UMP.

## Demografía
| 532 | 400 | 690 | 793 | 821 | lac. | 817 | 829 | 818 | 850 | 842 | 902 | 962 | 924 | 915 | 869 | 876 | 837 | 882 | 870 | 786 | 776 | 785 | 680 | 633 | 666 | 724 | 820 | 965 | 1 011 | 984 | 1 002 | 1 041 |
| Para los censos de 1962 a 1999 la población legal corresponde a la población sin duplicidades (Fuente: INSEE [Consultar]) |     |     |     |     |      |     |     |     |     |     |     |     |     |     |     |     |     |     |     |     |     |     |     |     |     |     |     |     |       |     |       |       |